# Antonio Garcés
Antonio Garcés Segura (Vertientes; 2 de septiembre de 1950) es un exfutbolista cubano que jugaba como defensa. Es secretario general y vicepresidente de la AFC desde 2011, también es responsable del futsal en Cuba.
Estuvo casado con Nancy Uranga, esgrimista cubana que perdió la vida en el atentado con bomba contra el vuelo 455 de Cubana en Barbados, el 6 de octubre de 1976, que causó 73 víctimas.

## Selección nacional
Como internacional cubano, ganó la medalla de oro en los Juegos Centroamericanos y del Caribe de Panamá 1970, luego continuó al año siguiente jugando en la 5ª edición del Campeonato de Naciones de la Concacaf.
Tiene el honor de participar en dos partidos del torneo de fútbol de los Juegos Olímpicos de 1976 en Montreal. El mismo año, participó en las eliminatorias para la Copa del Mundo de 1978 (5 encuentros jugados).

### Participaciones en Juegos Olímpicos
| Torneo                   | Sede     | Resultado     |
| ------------------------ | -------- | ------------- |
| Juegos Olímpicos de 1976 | Montreal | Primera ronda |

## Palmarés

### Títulos nacionales
| Título              | Equipo    | País | Año  |
| ------------------- | --------- | ---- | ---- |
| Campeonato Nacional | Granjeros | Cuba | 1970 |
| Campeonato Nacional | Granjeros | Cuba | 1975 |